# Ben Avon (Pensilvania)
Ben Avon es un borough ubicado en el condado de Allegheny en el estado estadounidense de Pensilvania. En el año 2000 tenía una población de 1917 habitantes y una densidad poblacional de 1855.3 personas por km².

## Geografía
Ben Avon se encuentra ubicado en las coordenadas 40°30′27″N 80°4′56″O / 40.50750, -80.08222.

## Demografía
Según la Oficina del Censo en 2000 los ingresos medios por hogar en la localidad eran de $54 926 y los ingresos medios por familia eran $66 875. Los hombres tenían unos ingresos medios de $44 107 frente a los $33 393 para las mujeres. La renta per cápita para la localidad era de $26 408. Alrededor del 4.5% de la población estaba por debajo del umbral de pobreza.